# Lukas Graham (álbum de 2015)
Lukas Graham (también llamado Blue Album) es el segundo álbum de estudio del grupo musical danés homónimo, publicado el 16 de junio de 2015 inicialmente por el sello discográfico Copenhagen Records, y posteriormente por Warner Records. Contiene los sencillos "Mama Said", "Strip No More" y "7 Years".

## Lista de canciones
| N.º | Título                        | Duración |  |
| 1.  | «7 Years»                     | 3:57     |  |
| 2.  | «Take the World by Storm»     | 3:11     |  |
| 3.  | «Mama Said»                   | 3:26     |  |
| 4.  | «Happy Home»                  | 3:37     |  |
| 5.  | «Hayo»                        | 2:52     |  |
| 6.  | «When I Woke Up… (Interlude)» | 0:49     |  |
| 7.  | «Don't You Worry 'Bout Me»    | 3:10     |  |
| 8.  | «What Happened to Perfect»    | 3:56     |  |
| 9.  | «Playtime»                    | 4:12     |  |
| 10. | «Strip No More»               | 3:27     |  |
| 11. | «You're Not There»            | 3:21     |  |
| 12. | «Funeral»                     | 4:04     |  |